# Destilación fraccionada
La destilación fraccionada es un proceso físico utilizado en química para separar mezclas (generalmente homogéneas) de líquidos mediante el calor, y con un amplio intercambio calorífico y másico entre vapores y líquidos. Se emplea cuando es necesario separar soluciones de sustancias con puntos de ebullición distintos pero cercanos. Una de las fuentes más importantes de materias primas es el petróleo, procesado en grandes cantidades en las refinerías.
La principal diferencia que tiene con la destilación simple es el uso de una columna de fraccionamiento. Ello facilita el intercambio de calor entre los vapores (que ceden) y los líquidos (que reciben). Ese intercambio produce un intercambio de masa, donde los líquidos con menor punto de ebullición se convierten en vapor, y los vapores de sustancias con mayor punto de ebullición pasan al estado líquido.
La destilación fraccionada sirve para separar una mezcla homogénea compuesta por dos líquidos con un punto de ebullición próximo.

## Funcionamiento

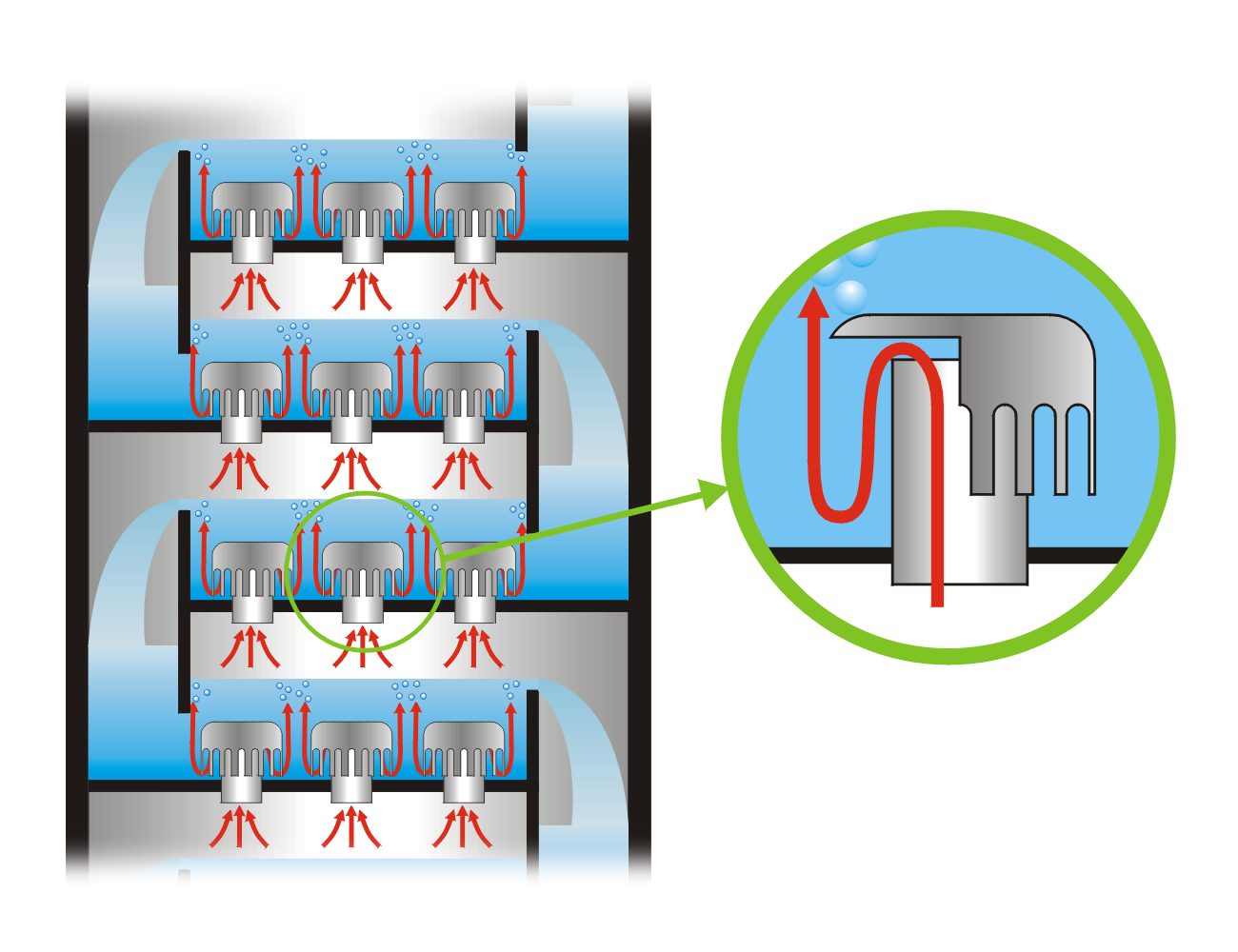
Esquema de funcionamiento de una columna de destilación de platos con campanas.

Se coloca la mezcla en un matraz de vidrio. Al calentarse, la sustancia de menor densidad  se evaporará primero, y parte de las otras sustancias se evaporarán también. La primera sustancia se enfría y se condensa de nuevo en el frasco. Este líquido se calienta luego gradualmente por los otros vapores ascendentes hasta vaporizarse de nuevo. Sin embargo, la composición de este nuevo vapor no es la misma que en el vapor inicial (véase la Ley de Raoult): es más concentrada en el componente más volátil. Debido a las sucesivas condensaciones y evaporaciones que sufre la sustancia más volátil, al alcanzar el condensador esta se condensará primero casi totalmente.
La columna fraccionadora que se usa con más frecuencia es la llamada torre de burbujeo, en la que las placas están dispuestas horizontalmente, separadas unos centímetros, y los vapores ascendentes suben por unas cápsulas de burbujeo a cada placa, donde burbujean a través del líquido. Las placas están escalonadas de forma que el líquido fluye de izquierda a derecha en una placa, luego cae a la placa de abajo y allí fluye de derecha a izquierda.La interacción entre el líquido y el vapor puede ser incompleta debido a que se puede producir espuma y arrastre de forma que parte del líquido sea transportado por el vapor a la placa superior. En este paso, pueden ser necesarias cinco placas para hacer el trabajo de cuatro placas teóricas, que realizan cuatro destilaciones. Un equivalente barato de la torre de burbujeo es la llamada columna apilada, en la que el líquido fluye hacia abajo sobre una pila de anillos de barro o trocitos de tuberías de vidrio.

## Aplicaciones en petróleo

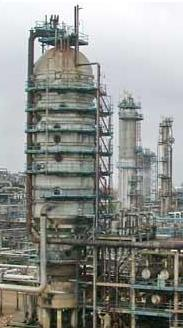
Torre de destilación fraccionada en una refinería.

Un método para destilar el petróleo crudo es la destilación fraccionada. Mediante este método se obtienen fracciones y no productos puros.
Para destilar el petróleo se utilizan las refinerías. Estas son enormes complejos donde se somete al petróleo crudo a procesos de separación física en los cuales se extrae gran variedad de sus derivados.
Las torres de destilación industrial para petróleo poseen alrededor de 100 bandejas. En el petróleo existen varios compuestos de los cuales se obtienen alrededor de 2000 productos.
Cada sustancia dentro del petróleo destila a distinta temperatura, a partir de una temperatura fija se obtiene una sustancia predeterminada. Por ejemplo: se calienta el crudo hasta los 100 °C de donde se obtiene nafta, luego se sigue calentando el petróleo restante para obtener otras sustancias buscadas en temperaturas más altas y así hasta llegar a los 350-400 °C, temperatura en la cual el petróleo empieza a descomponerse. Es por esto que dentro de las refinerías se somete al petróleo crudo a determinadas temperaturas en distintas instancias. De este modo, los componentes se van desprendiendo de una manera ordenada.
Porcentaje de extracción con respecto a la cantidad total del crudo, la temperatura de ebullición y los productos obtenidos a partir de la cantidad de átomos de carbono de cada componente:
| % salida | Temp. de ebullición (°C) | Átomos de carbono | Productos obtenidos    |
| 2        | < 30                     | 1-5               | Hidrocarburos ligeros  |
| 15-20    | 30-200                   | 5-12              | Gasolinas, naftas      |
| 5-20     | 200-300                  | 12-15             | Queroseno              |
| 10-40    | 300-400                  | 15-25             | Gas-oil                |
| Residuo  | > 400                    | + de 25           | Lubricantes, alquitrán |

## Refinerías
Las refinerías están compuestas por altas torres las cuales trabajan a presión atmosférica. Las mismas, tienen a su vez muchos compartimentos («bandejas») donde en cada uno de ellos se trabaja a temperatura diferente por lo que cada bandeja cumple una función determinada.

### Recorrido del petróleo crudo
El petróleo crudo pasa primero por un horno, donde se calienta (hasta un máximo 400 °C), y se convierte en vapor, pasando luego hacia las altas torres. Una vez en las torres, los vapores ingresan (por debajo) y suben hasta llegar a las bandejas. Mientras los vapores van subiendo, se van enfriando, ya que pierden calor y se depositan automáticamente en sus respectivas bandejas. Luego de entrar en las bandejas, cada sustancia tiene ya su lugar determinado, mientras que el resto del petróleo que no se evaporó (crudo reducido) cae hacia la base.
De esta manera se obtienen: gasóleos, acpm, queroseno, turbosina, nafta y gases ricos en butano y propano. Los demás derivados del petróleo se obtienen luego, al realizarse otros procesos químicos al crudo reducido.

## Clasificación de las diferentes torres de destilación
| Proceso                 | Material entrante                   | Producto final                                      |
| Destilación al vacío    | Crudo reducido                      | Gasóleos, parafinas, residuos                       |
| Craqueo catalítico      | Gasóleos, crudo reducido            | Gasolina, gas propano                               |
| Recuperación de vapores | Gases ricos de otras plantas        | Combustible, gas propano, butano y propileno        |
| Mezclas                 | Naftas                              | Gasolina motor, extra y corriente                   |
| Unidad de parafinas     | Destilados parafínicos y nafténicos | Parafinas y bases lubricantes, azufre, combusteóleo |